# Sículos

Distribuição das antigas populações indígenas da Sicília

Os sículos (em latim: siculi; em grego clássico: Σικελοί; romaniz.: Sikeloí) ou sicélidas foram um antigo povo da Sicília, ao qual a ilha deve o seu nome.
De origem certamente indo-europeia e itálica, chegaram por volta do século XV a.C. à Sicília, provenientes da Itália continental, onde haviam permanecido por muito tempo. Na ilha já viviam, então, os sicanos e os elímios.
Não somos nem dóricos nem jônicos, mas sículos.— Hermócrates